# Grevillea laurifolia
Grevillea laurifolia  es una especie de arbusto  del gran género  Grevillea perteneciente a la familia  Proteaceae. Es originaria del este de Australia. 

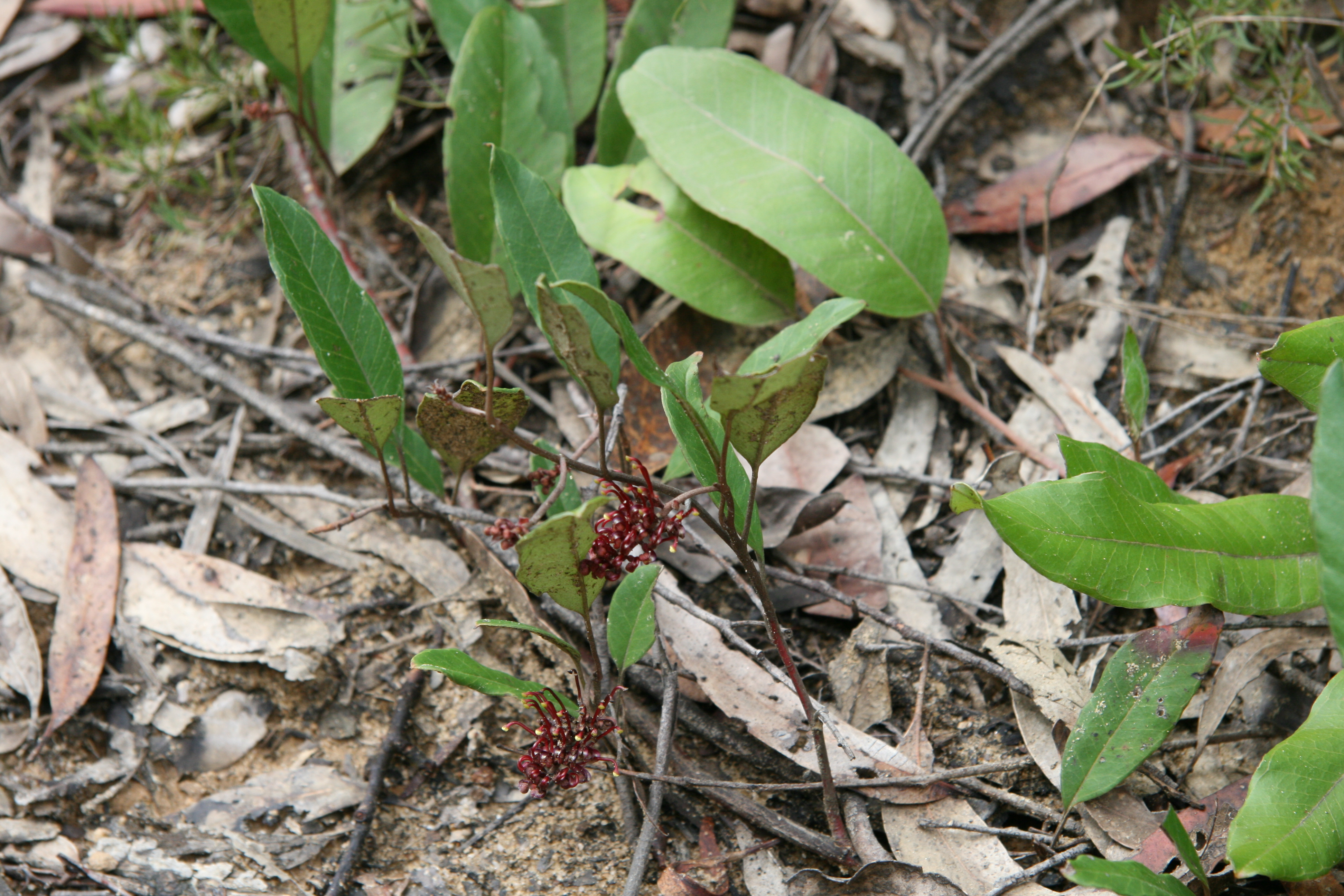
Vista de la planta

Grevillea × gaudichaudii es un híbrido natural producido por G. laurifolia y Grevillea acanthifolia.

## Taxonomía
Grevillea laurifolia fue descrita por Sieber ex Spreng. y publicado en Systema Vegetabilium 4(2) 1827.
Etimología
Grevillea, el nombre del género fue nombrado en honor de Charles Francis Greville, cofundador de la Royal Horticultural Society.
laurifolia: epíteto latíno que significa "con las hojas del laurel"
Sinonimia
- Grevillea amplifolia Gand.
- Grevillea cordigera Gand.
- Grevillea gaudichaudii R.Br. ex Gaudich.	[3]